# Era Istrefi
Era Istrefi (Prishtina, 4 juli 1994), soms ook gewoon ERA genoemd, is een Kosovaars-Albanese singer-songwriter. Haar teksten zijn een mengeling van Gegisch (een Albanees dialect) en Engels. In 2016 kreeg ze internationale bekendheid met haar single BonBon.
Era Istrefi is de zus van Nora Istrefi die ook een bekende zangeres is in Kosovo.

## Leven

### 1994-2014: Begin van carrière
Istrefi werd geboren op 4 juli 1994 in Pristina. In 2004 stopte haar moeder, Suzana Tahirsylaj, met zingen omdat Istrefi's vader overleed. Om deze reden werd haar zus, Nora Istrefi, zangeres.
De eerste single van Era Istrefi werd gelanceerd in haar land in 2013. Het nummer heette Mani për money. Het zou een populaire single worden in Kosovo. Een paar maanden later werd haar nummer A Po Don? bekend in Kosovo. Met haar derde single, E Dehun, won ze een prijs voor beste nieuwe artiest. In december 2014 kwam 13. Dit nummer werd in 24 uur tijd bijna 200,000 keer bekeken op YouTube.

### 2015-heden: Internationale bekendheid
Era Istrefi werd wereldwijd bekend met haar single BonBon in december 2015. Publicaties van kranten noemden haar een combinatie van Sia en Rihanna uit Kosovo. Ze staat sinds februari 2016 onder contract bij Sony Music Entertainment en Ultra Music.

## Discografie
| "Mani për money" (Money mania)                    | 2013 | —  | —  | —  | —  | —  | —  | —  | —  | —  | —  |                           |
| "A po don?" (Do you want to?)                     | 2014 | —  | —  | —  | —  | —  | —  | —  | —  | —  | —  |                           |
| "E dehun" (Drunk)                                 | 2014 | —  | —  | —  | —  | —  | —  | —  | —  | —  | —  |                           |
| "13"                                              | 2014 | —  | —  | —  | —  | —  | —  | —  | —  | —  | —  |                           |
| "Njo si ti" (Someone like you)                    | 2015 | —  | —  | —  | 26 | —  | —  | —  | —  | —  | —  |                           |
| "Shumë pis" (Very naughty) (featuring Ledri Vula) | 2015 | —  | —  | —  | —  | —  | —  | —  | —  | —  | —  |                           |
| "BonBon"                                          | 2016 | 46 | 19 | 39 | 1  | 95 | 38 | 29 | 10 | 68 | 39 | - BVMI: Gold - NVPI: Gold |
| "—": geen rang op een lijst                       |      |    |    |    |    |    |    |    |    |    |    |                           |

- Bibliothèque nationale de France: cb170632897 (data)
- International Standard Name Identifier: 0000 0004 5968 3934
- Library of Congress Control Number: n2020055091
- MusicBrainz: eded8205-f8ac-4825-af55-8693ddbd7784
- Virtual International Authority File: 121147095080825081856
- WorldCat: E39PBJht4G44wj946x9xpDDg8C